# Jegyautomata

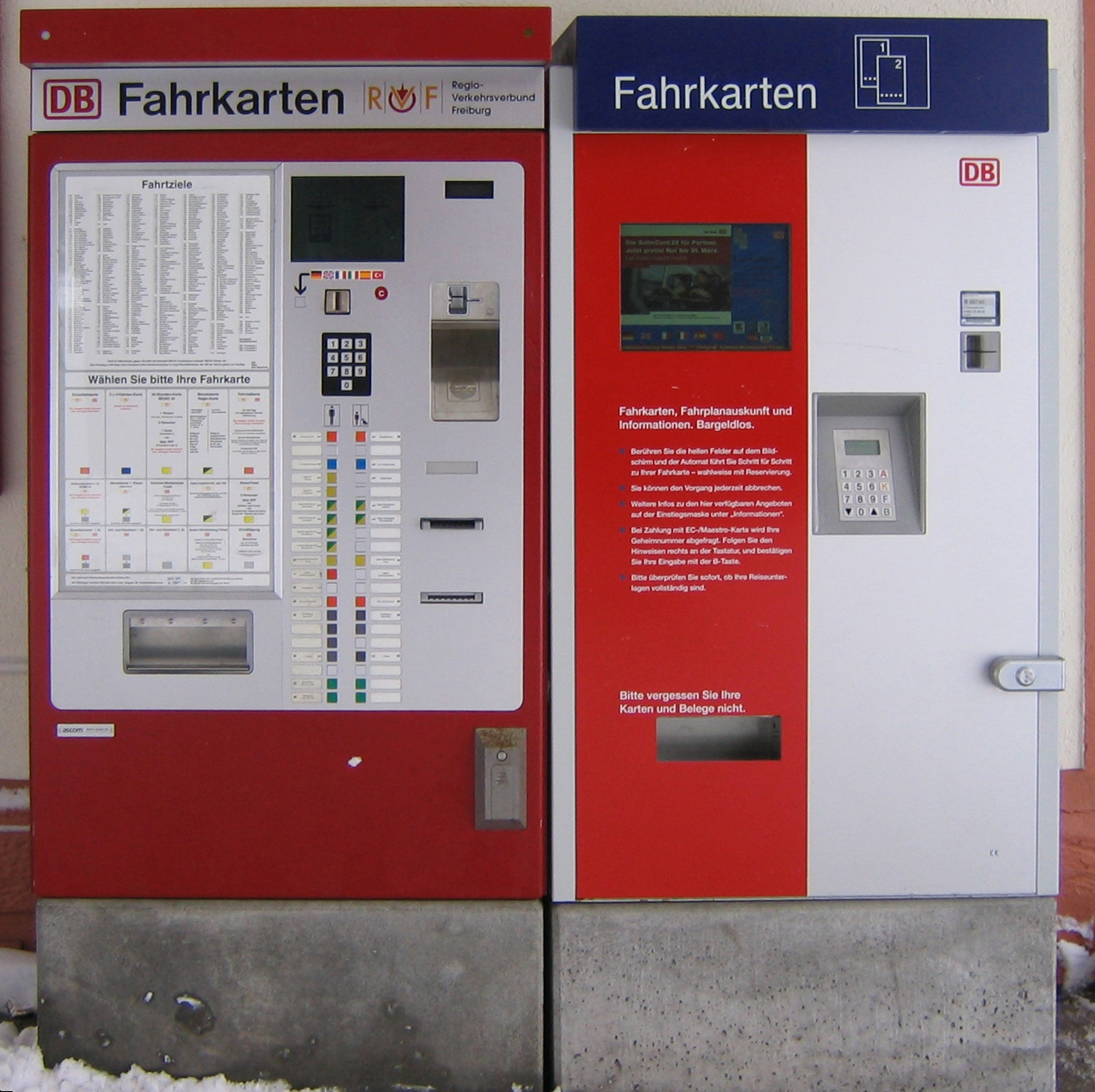
Jegyautomata Németországban

Jegykiadó automatának vagy csak röviden jegyautomatának nevezzük azt az automatát, amely papír- vagy elektronikus jegyeket állít ki, vagy újratölti az elektronikus kártyát vagy a felhasználó mobil pénztárcáját, mely általában okostelefonon található. Például a jegykiadó automaták vasútállomásokon vonatjegyet, a metróállomásokon metrójegyet, egyes villamosmegállókban és egyes villamosokban villamosjegyet adnak ki. A jegykiadó automaták kiadhatják a jegyet egy token formájában, amelynek funkciója megegyezik a papír- vagy elektronikus jegyével. A tipikus tranzakció abból áll, hogy a felhasználó a megjelenítő felületen választja ki a jegy típusát és mennyiségét, majd fizetési módot választ: készpénz, hitelkártya/bankkártya vagy intelligens kártya. A jegy(ek)et ezután papírra nyomtatják, és a felhasználónak kiosztják, vagy a felhasználó az intelligens kártyájára vagy okostelefonjára tölti.

## Timeline
- 1904: az első önkiszolgáló jegyautomata a Central London Railway területén, ma része a londoni metrónak[1]
- 1954: A torontói metró megnyitása, az első naptól kezdve tokenautomatákkal üzemel[2]
- 1977: San Diego légitársasága, a PSA repülőjegy-automatákat helyez üzembe[3]

## Alkalmazásuk
A jegykiadó automatákat gyakran használják vidámparkok, mozik (ezekben az esetekben néha jegykiadó kioszknak is nevezik) és parkolóhelyek. Bizonyos vonatokon a kalauztól is vásárolható jegy, ilyenkor a magával hordozott automatából nyomtat jegyet az utasoknak.

## Előnyei
- a hét minden napján, napi 24 órában üzemel;
- fenntartása olcsóbb, mint egy jegypénztáré;
- több nyelvet is ismerhet;
- gyakran kedvezményt is ad a jegypénztárakkal szemben (ezzel is csábítva az utasokat a használatához).

## Hátrányai
- egy jegypénztáros az automatával szemben a jegyárusításon kívül szóbeli információkat is tud nyújtani a jegyekről, kedvezményekről vagy a menetrendről;
- nem biztosít személyes kapcsolatot a vállalat és az utazóközönség között;
- a jegyvásárlás bonyolultabb azoknak, akik kevésbé értenek a technikai eszközökhöz vagy nem rendelkeznek a megfelelő eszközökkel;
- fokozottabban van rongálásnak kitéve.

## Képek

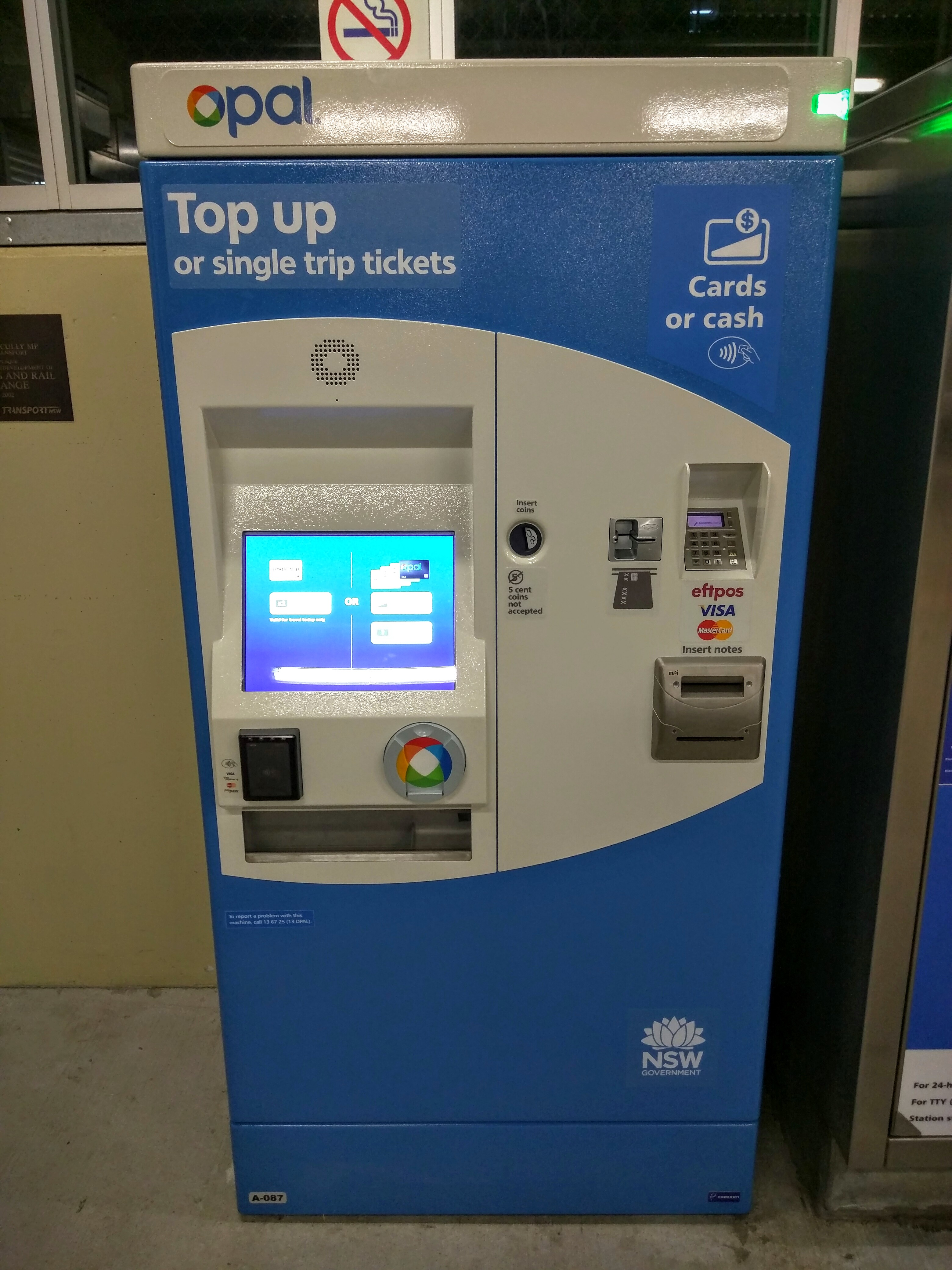
Opal Card jegyautomata Ausztráliában, Sydneyben
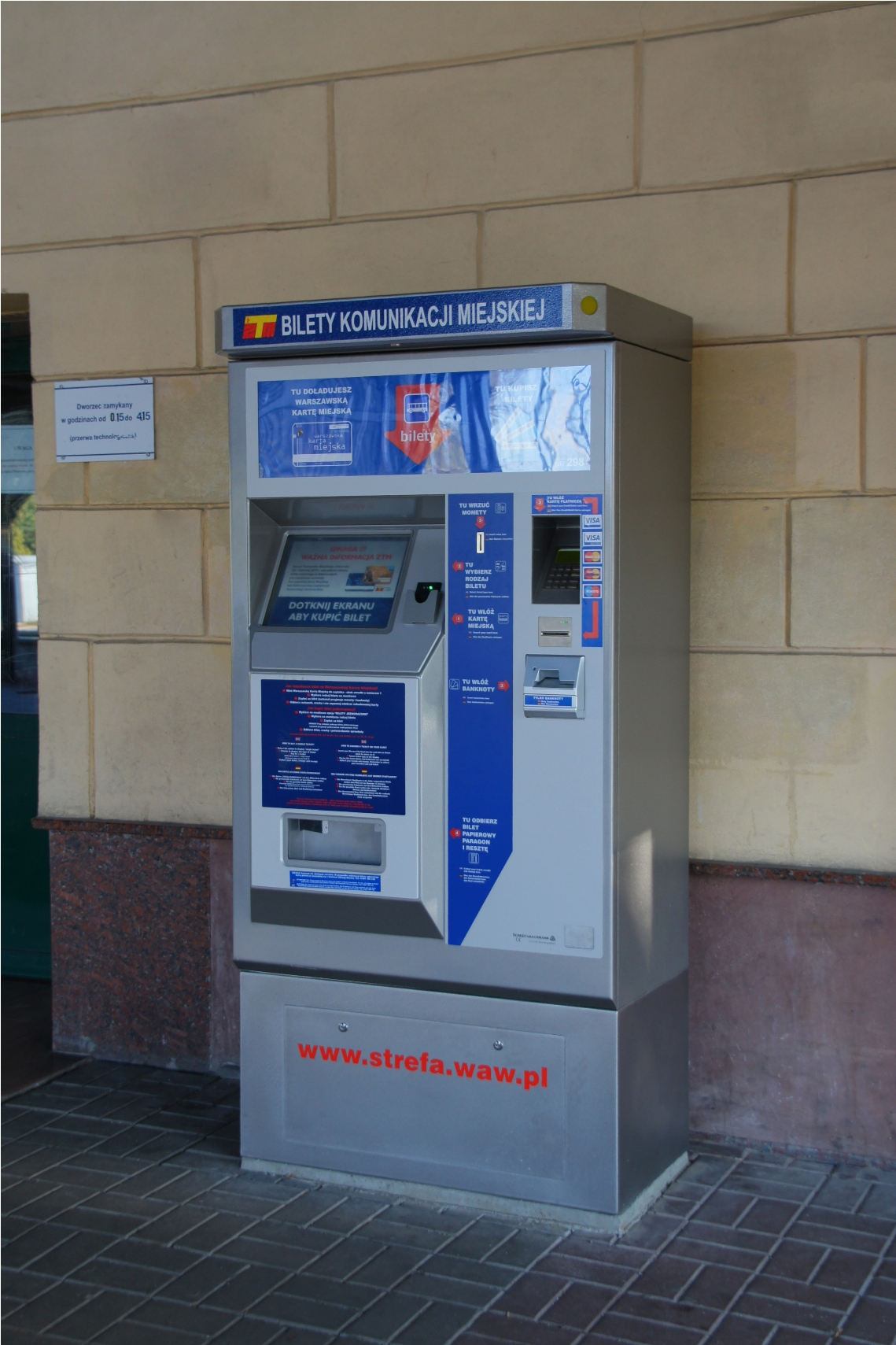
Jegyautomata Lengyelországban, Varsóban
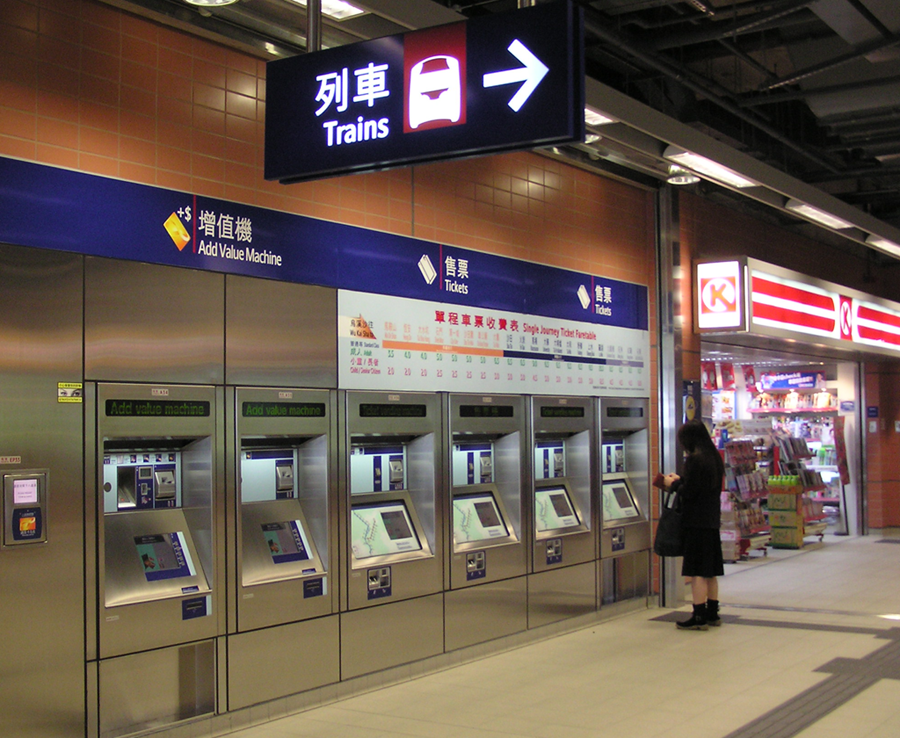
Jegyautomaták Wu Kai Sha állomáson Hongkongban az MTR területén
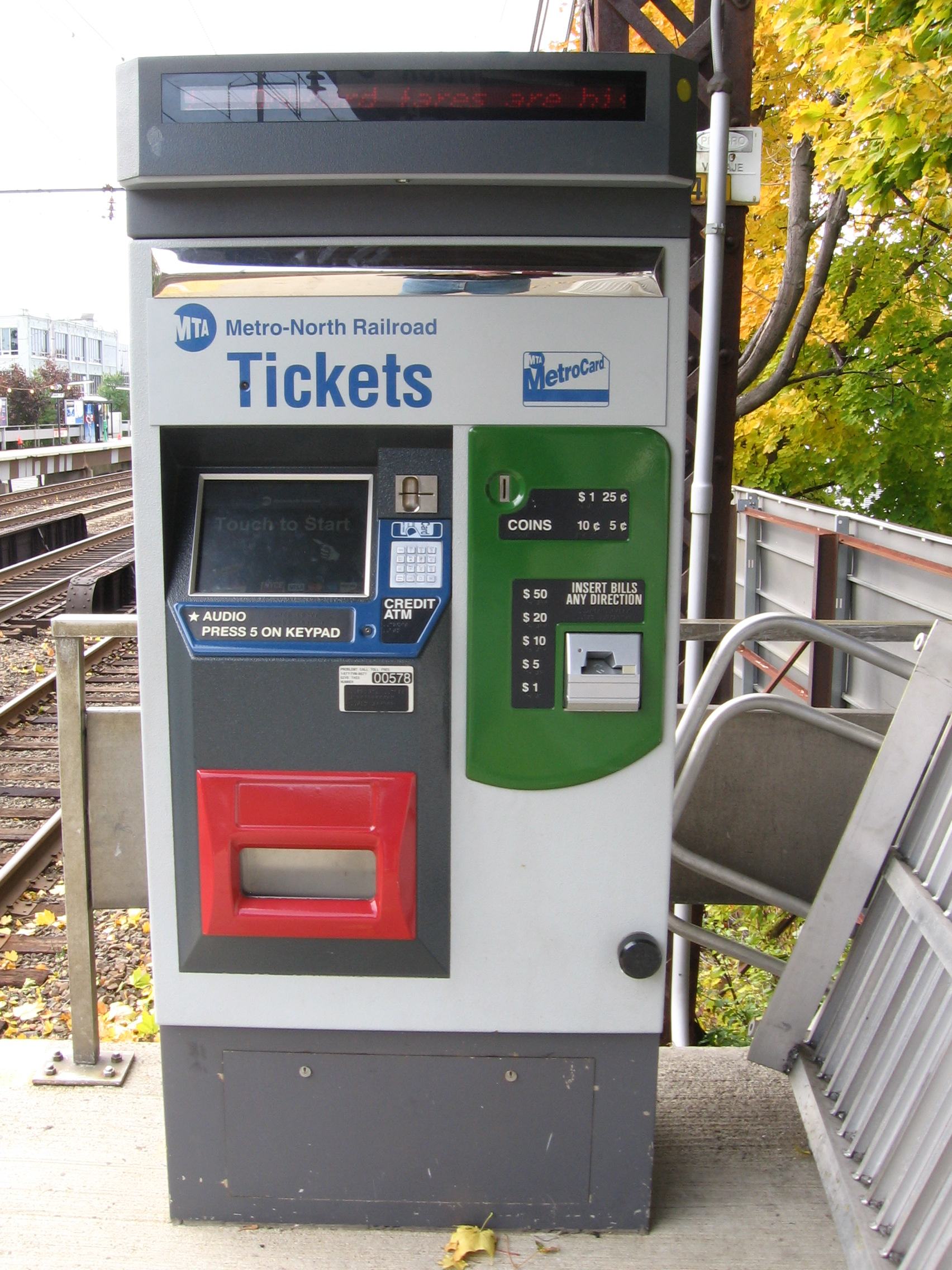
Jegyautomata a Metro-North Railroad területén New York elővárosi vonalán az Amerikai Egyesült Államokban
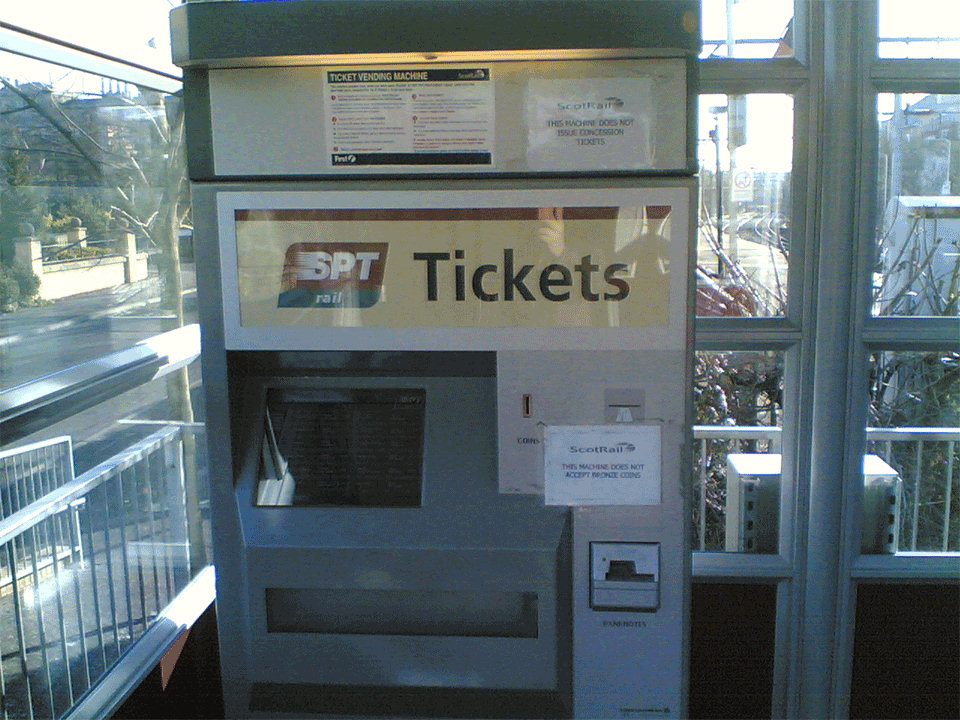
Jegyautomata Jordanhill állomáson Skóciában
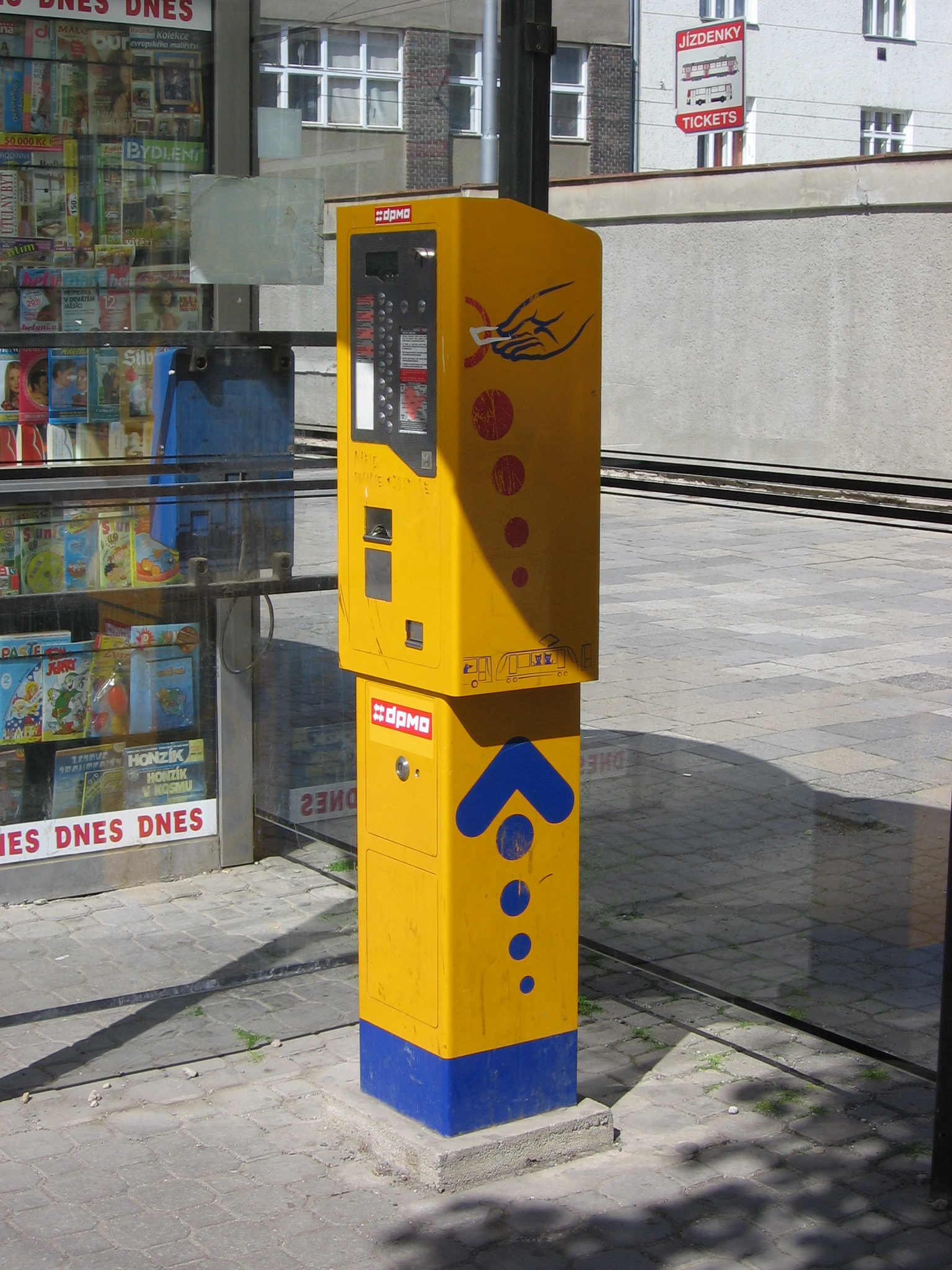
Jegyautomata Csehországban, Olomoucban